# Až vyjde měsíc
Až vyjde měsíc (v anglickém originále Moonrise Kingdom) je americká filmová komedie z roku 2012. Režisérem filmu je Wes Anderson. Hlavní role ve filmu ztvárnili Jared Gilman, Kara Hayward, Bruce Willis, Edward Norton a Bill Murray.

## Ocenění
Film byl nominován na Oscara a cenu BAFTA v kategorii nejlepší scénář a na Zlatý glóbus v kategorii nejlepší film - komedie/muzikál.

## Obsazení
| Jared Gilman         | Sam Shakusky        |
| Kara Hayward         | Suzy Bishop         |
| Bruce Willis         | Duffy Sharp         |
| Edward Norton        | Randy Ward          |
| Bill Murray          | Walt Bishop         |
| Frances McDormandová | Laura Bishop        |
| Tilda Swinton        | sociální pracovnice |
| Jason Schwartzman    | Ben                 |
| Bob Balaban          | vypravěč            |
| Harvey Keitel        | Pierce              |